# Bocianske sedlo
Bocianske sedlo je sedlo v Ďumbierské části Nízkých Tater v nadmořské výšce 1506 m. Někdy se také nazývá Bocské sedlo.
Je to výrazná travnatá sníženina, kterou se k hlavnímu hřebeni pohoří připojuje od severovýchodu rozsocha Rovné hole (1723 m) a Ohniště (1538 m). V okolí sedla se zachovaly stopy po hornické činnosti (štoly, haldy hlušiny, důlní cesty). Ze sedla jsou pěkné výhledy na Ďumbier (2043 m) . Východně od sedla pramení říčka Boca a začíná Starobocianska dolina, severozápadně od sedla leží dolina Štiavnice.

## Turistické trasy
Sedlo je křižovatkou turistických stezek:
- po  značce z Vyšné Boci na Králičku
- po  značce z Rovné hole do Kumštového sedla (1548 m)